# 500 kilomètres d'Oschersleben FIA GT 2002
Navigation
Édition précédente Édition suivante
Les 500 kilomètres d'Oschersleben 2002 FIA GT, disputées le 14 juillet 2002 sur le circuit d'Oschersleben, sont la sixième manche du championnat FIA GT 2002.

## Course

### Classement de la course
Classement à l'issue de la course (vainqueurs de catégorie en gras), :
| Pos.   | Catégorie | N° | Écurie                           | Pilotes                                                | Châssis                   | Pneus | Tours |
| Pos.   | Catégorie | N° | Écurie                           | Pilotes                                                | Moteur                    | Pneus | Tours |
| ------ | --------- | -- | -------------------------------- | ------------------------------------------------------ | ------------------------- | ----- | ----- |
| 1      | GT        | 23 | BMS Scuderia Italia              | Andrea Piccini Jean-Denis Delétraz                     | Ferrari 550-GTS Maranello | M     | 120   |
| 1      | GT        | 23 | BMS Scuderia Italia              | Andrea Piccini Jean-Denis Delétraz                     | Ferrari 5.9L V12          | M     | 120   |
| 2      | GT        | 14 | Lister Storm Racing              | Jamie Campbell-Walter Nicolaus Springer                | Lister Storm              | D     | 120   |
| 2      | GT        | 14 | Lister Storm Racing              | Jamie Campbell-Walter Nicolaus Springer                | Jaguar 7.0L V12           | D     | 120   |
| 3      | GT        | 12 | Paul Belmondo Racing             | Fabio Babini Marc Duez                                 | Chrysler Viper GTS-R      | P     | 120   |
| 3      | GT        | 12 | Paul Belmondo Racing             | Fabio Babini Marc Duez                                 | Chrysler 8.0L V10         | P     | 120   |
| 4      | GT        | 2  | Larbre Compétition Chereau       | Vincent Vosse Carl Rosenblad                           | Chrysler Viper GTS-R      | M     | 120   |
| 4      | GT        | 2  | Larbre Compétition Chereau       | Vincent Vosse Carl Rosenblad                           | Chrysler 8.0L V10         | M     | 120   |
| 5      | GT        | 4  | Team Carsport Holland Racing Box | Fabrizio Gollin Luca Cappellari                        | Chrysler Viper GTS-R      | P     | 119   |
| 5      | GT        | 4  | Team Carsport Holland Racing Box | Fabrizio Gollin Luca Cappellari                        | Chrysler 8.0L V10         | P     | 119   |
| 6      | GT        | 15 | Lister Storm Racing              | Bobby Verdon-Roe (en) John Knapfield                   | Lister Storm              | D     | 119   |
| 6      | GT        | 15 | Lister Storm Racing              | Bobby Verdon-Roe (en) John Knapfield                   | Jaguar 7.0L V12           | D     | 119   |
| 7      | GT        | 11 | Paul Belmondo Racing             | Paul Belmondo Claude-Yves Gosselin                     | Chrysler Viper GTS-R      | P     | 118   |
| 7      | GT        | 11 | Paul Belmondo Racing             | Paul Belmondo Claude-Yves Gosselin                     | Chrysler 8.0L V10         | P     | 118   |
| 8      | N-GT      | 58 | Autorlando Sport                 | Philipp Peter Toto Wolff                               | Porsche 911 GT3-RS        | P     | 115   |
| 8      | N-GT      | 58 | Autorlando Sport                 | Philipp Peter Toto Wolff                               | Porsche 3.6L Flat-6       | P     | 115   |
| 9      | N-GT      | 76 | RWS Motorsport                   | Horst Felbermayr, Jr. Antonio García                   | Porsche 911 GT3-R         | P     | 115   |
| 9      | N-GT      | 76 | RWS Motorsport                   | Horst Felbermayr, Jr. Antonio García                   | Porsche 3.6L Flat-6       | P     | 115   |
| 10     | N-GT      | 51 | JMB Racing                       | Andrea Bertolini Andrea Garbagnati                     | Ferrari 360 Modena N-GT   | P     | 114   |
| 10     | N-GT      | 51 | JMB Racing                       | Andrea Bertolini Andrea Garbagnati                     | Ferrari 3.6L V8           | P     | 114   |
| 11     | N-GT      | 55 | Freisinger Motorsport            | Stéphane Daoudi Bert Longin                            | Porsche 911 GT3-RS        | D     | 113   |
| 11     | N-GT      | 55 | Freisinger Motorsport            | Stéphane Daoudi Bert Longin                            | Porsche 3.6L Flat-6       | D     | 113   |
| 12     | N-GT      | 62 | Cirtek Motorsport                | Thomas Pichler Raffale Sangiuolo                       | Porsche 911 GT3-RS        | D     | 113   |
| 12     | N-GT      | 62 | Cirtek Motorsport                | Thomas Pichler Raffale Sangiuolo                       | Porsche 3.6L Flat-6       | D     | 113   |
| 13     | N-GT      | 60 | JVG Racing                       | Jürgen von Gartzen Ian Khan                            | Porsche 911 GT3-RS        | P     | 113   |
| 13     | N-GT      | 60 | JVG Racing                       | Jürgen von Gartzen Ian Khan                            | Porsche 3.6L Flat-6       | P     | 113   |
| 14     | GT        | 16 | Proton Competition               | Gerold Ried Christian Ried                             | Porsche 911 GT2           | Y     | 112   |
| 14     | GT        | 16 | Proton Competition               | Gerold Ried Christian Ried                             | Porsche 3.6L Turbo Flat-6 | Y     | 112   |
| 15     | N-GT      | 50 | JMB Racing                       | Christian Pescatori Andrea Montermini                  | Ferrari 360 Modena N-GT   | P     | 112   |
| 15     | N-GT      | 50 | JMB Racing                       | Christian Pescatori Andrea Montermini                  | Ferrari 3.6L V8           | P     | 112   |
| 16     | N-GT      | 53 | JMB Competition                  | Peter Kutemann Batti Pregliasco Iradj Alexander        | Ferrari 360 Modena N-GT   | P     | 112   |
| 16     | N-GT      | 53 | JMB Competition                  | Peter Kutemann Batti Pregliasco Iradj Alexander        | Ferrari 3.6L V8           | P     | 112   |
| 17     | N-GT      | 77 | RWS Motorsport                   | Alexey Vasilyev Nikolai Fomenko                        | Porsche 911 GT3-R         | P     | 108   |
| 17     | N-GT      | 77 | RWS Motorsport                   | Alexey Vasilyev Nikolai Fomenko                        | Porsche 3.6L Flat-6       | P     | 108   |
| 18     | N-GT      | 66 | MAC Racing Scuderia Veregra      | Fabio Venier Moreno Soli                               | Porsche 911 GT3-R         | D     | 105   |
| 18     | N-GT      | 66 | MAC Racing Scuderia Veregra      | Fabio Venier Moreno Soli                               | Porsche 3.6L Flat-6       | D     | 105   |
| 19     | GT        | 3  | Team Carsport Holland Racing Box | Mike Hezemans Anthony Kumpen                           | Chrysler Viper GTS-R      | P     | 99    |
| 19     | GT        | 3  | Team Carsport Holland Racing Box | Mike Hezemans Anthony Kumpen                           | Chrysler 8.0L V10         | P     | 99    |
| 20     | N-GT      | 70 | MAC Racing Scuderia Veregra      | Francesco Merendino Michele Merendino                  | Porsche 911 GT3-RS        | D     | 88    |
| 20     | N-GT      | 70 | MAC Racing Scuderia Veregra      | Francesco Merendino Michele Merendino                  | Porsche 3.6L Flat-6       | D     | 88    |
| 21 NC  | GT        | 17 | Proton Competition               | Horst Felbermayr, Sr. Mauro Casadei Giovanni Caligaris | Porsche 911 GT2           | Y     | 83    |
| 21 NC  | GT        | 17 | Proton Competition               | Horst Felbermayr, Sr. Mauro Casadei Giovanni Caligaris | Porsche 3.6L Turbo Flat-6 | Y     | 83    |
| 22 DNF | GT        | 5  | Force One Racing                 | David Hallyday Philippe Alliot                         | Ferrari 550 Maranello     | M     | 62    |
| 22 DNF | GT        | 5  | Force One Racing                 | David Hallyday Philippe Alliot                         | Ferrari 6.0L V12          | M     | 62    |
| 23 DNF | GT        | 1  | Larbre Compétition Chereau       | Christophe Bouchut David Terrien                       | Chrysler Viper GTS-R      | M     | 52    |
| 23 DNF | GT        | 1  | Larbre Compétition Chereau       | Christophe Bouchut David Terrien                       | Chrysler 8.0L V10         | M     | 52    |
| 24 DNF | N-GT      | 52 | JMB Competition                  | Pietro Gianni Jean-Philippe Belloc                     | Ferrari 360 Modena N-GT   | P     | 44    |
| 24 DNF | N-GT      | 52 | JMB Competition                  | Pietro Gianni Jean-Philippe Belloc                     | Ferrari 3.6L V8           | P     | 44    |
| 25 DNF | N-GT      | 54 | Freisinger Motorsport            | Sascha Maassen Stéphane Ortelli                        | Porsche 911 GT3-RS        | D     | 25    |
| 25 DNF | N-GT      | 54 | Freisinger Motorsport            | Sascha Maassen Stéphane Ortelli                        | Porsche 3.6L Flat-6       | D     | 25    |